# 화이트필드 (메인주)

화이트필드(Whitefield)는 미국 메인주 링컨군의 타운이다. 2010년 인구 조사 당시 인구 수는 2,300명으로 집계되었다. 화이트필드라는 지명은 영국의 설교자 조지 휫필드의 이름을 따서 지어졌다. 화이트필드는 오거스타에 속해있다.

## 지리
총 면적은 45.71제곱마일(123.05 제곱킬로미터)이며 그 중 121.26 제곱킬로미터는 육지, 1.79제곱킬로미터는 물이다.

## 인구
| 인구조사              | 인구  | Note  | %±     |
| --------------------- | ----- | ----- | ------ |
| 1810년                | 995   |       | —      |
| 1820년                | 1,429 |       | 43.6%  |
| 1830년                | 2,020 |       | 41.4%  |
| 1840년                | 2,150 |       | 6.4%   |
| 1850년                | 2,158 |       | 0.4%   |
| 1860년                | 1,883 |       | −12.7% |
| 1870년                | 1,594 |       | −15.3% |
| 1880년                | 1,511 |       | −5.2%  |
| 1890년                | 1,215 |       | −19.6% |
| 1900년                | 1,156 |       | −4.9%  |
| 1910년                | 1,056 |       | −8.7%  |
| 1920년                | 862   |       | −18.4% |
| 1930년                | 908   |       | 5.3%   |
| 1940년                | 962   |       | 5.9%   |
| 1950년                | 1,030 |       | 7.1%   |
| 1960년                | 1,068 |       | 3.7%   |
| 1970년                | 1,131 |       | 5.9%   |
| 1980년                | 1,606 |       | 42.0%  |
| 1990년                | 1,931 |       | 20.2%  |
| 2000년                | 2,273 |       | 17.7%  |
| 2010년                | 2,300 |       | 1.2%   |
| 2014 (추산)           | 2,286 | [ 3 ] | −0.6%  |
| U.S. Decennial Census |       |       |        |